# Michael Rabušic
Michael Rabušic (* 17. September 1989 in Náměšť nad Oslavou) ist ein tschechischer Fußballspieler kroatischer Abstammung.

## Vereinskarriere
Michael Rabušic, Sohn von ethnischen Kroaten, begann mit dem Fußballspielen im Alter von sechs Jahren beim FC Náměšť nad Oslavou. Mit 13 Jahren wechselte er zu FC Vysočina Jihlava, wo er bis 2006 im Juniorenbereich spielte.
In der Saison 2006/07 schaffte der Stürmer den Sprung in die Profimannschaft, wurde aber in jener Saison auch noch im B-Team eingesetzt.
Im Juli 2007 stand Rabušic vor einem Wechsel zum 1. FC Brünn. Beide Vereine waren sich über den Transfer einig, schließlich entschied sich der Spieler nach Unterredung mit seinem Berater Zdeněk Nehoda, weiterhin in Jihlava zu bleiben. Im Januar 2009 ging Rabušic schließlich doch noch nach Brünn. Nachdem diese in der Saison 2010/11 in die zweite Liga abstiegen, wechselte Rabusic zusammen mit seinem Teamkollegen Josef Šural zu Slovan Liberec.
Am 31. Januar 2014 wechselte Rabušic kurz vor Ende der Transferphase zum italienischen Serie A Club Hellas Verona.

## Nationalmannschaft
Rabušic spielte 2005 zwei Mal für die tschechische U-16-Auswahl, zwischen 2006 und 2007 wurde der Angreifer in der U-18-Auswahl eingesetzt. Im Jahr 2009 nahm der Angreifer mit der tschechischen U-20-Auswahl an der Junioren-Weltmeisterschaft in Ägypten teil. Von 2009 bis 2010 war Rabušic zudem Teil der U-21-Nationalmannschaft.